# Antonella Palmisano
Antonella Palmisano (Mottola, Pulla, 6 d'agost de 1991) és una atleta italiana especialista de marxa atlètica.
Després d'obtenir la medalla de bronze durant el Campionat del Món de Londres el 2017 i l'any següent al Campionat d'Europa de Berlín, el 6 d'agost del 2021, el mateix dia del seu trentè aniversari, va guanyar la medalla d'or de la marxa atlètica de 20 km als Jocs Olímpics de Tòquio 2020.

## Palmarès
| Any  | Competició                               | Indret         | Posició | Prova                | Temps    | Notes       |
| ---- | ---------------------------------------- | -------------- | ------- | -------------------- | -------- | ----------- |
| 2009 | Campionat d'Europa Junior                | Novi Sad       | 2a      | Marxa 10.000 m       | 46:59.47 | MP          |
| 2009 | European Race Walking Cup                | Metz           | 3a      | Marxa 10 km (junior) | 48:48    | MT          |
| 2010 | World Race Walking Cup                   | Chihuahua      | 1a      | Marxa 10 km (júnior) | 47:52    |             |
| 2011 | Campionat d'Europa U23                   | Ostrava        | 2a      | Marxa 20 km          | 1:36:26  |             |
| 2013 | Campionat d'Europa U23                   | Tampere        | 3a      | Marxa 20 km          | 1:30:59  | MP          |
| 2013 | Campionat del Món                        | Moscou         | 13a     | Marxa 20 km          | 1:30:50  | MP          |
| 2014 | Campionat d'Europa                       | Zúric          | 7a      | Marxa 20 km          | 1:28:43  |             |
| 2015 | Campionat del Món                        | Pequín         | 5a      | Marxa 20 km          | 1:29:34  |             |
| 2016 | Jocs Olímpics                            | Rio de Janeiro | 4a      | Marxa 20 km          | 1:29:03  |             |
| 2017 | European Race Walking Cup                | Poděbrady      | 1a      | Marxa 20 km          | 1:27:57  |             |
| 2017 | Campionat del Món                        | Londres        | 3a      | Marxa 20 km          | 1:26:36  | MP          |
| 2018 | Campionat d'Europa                       | Berlín         | 3a      | Marxa 20 km          | 1:27:30  | MT          |
| 2021 | European Race Walking Team Championships | Poděbrady      | 1a      | Marxa 20 km          | 1:27:42  | [ 1 ] [ 2 ] |
| 2021 | European Race Walking Team Championships | Poděbrady      | 3a      | Equip 20 km          | 23 pts   |             |
| 2021 | Jocs Olímpics                            | Sapporo        | 1a      | Marxa 20 km          | 1:29:12  |             |